# Jaume Matas

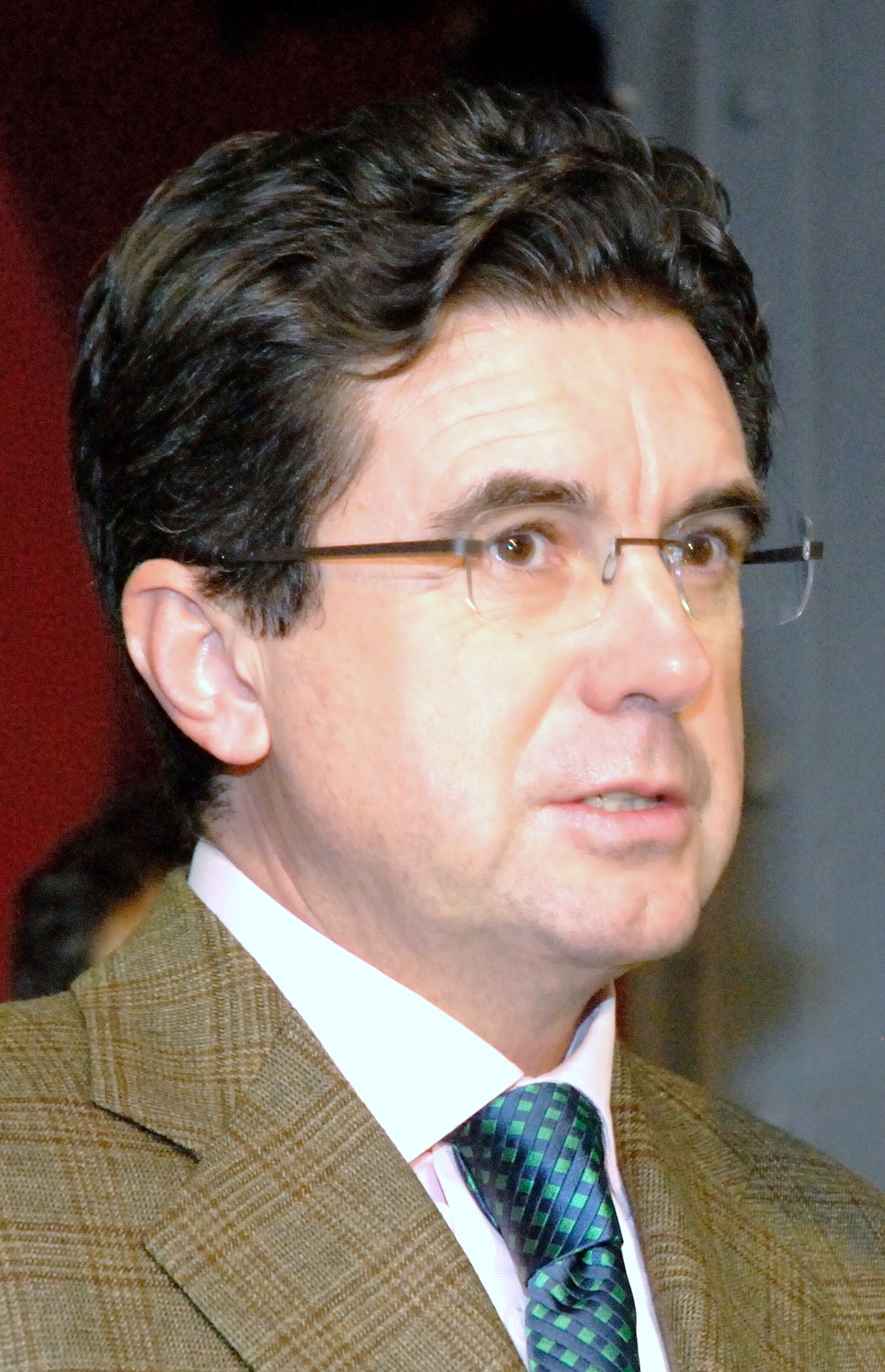
Jaume Matas (2006)

Jaume Matas i Palou (* 5. Oktober 1954 in Palma) ist ein ehemaliger spanischer Politiker. Der studierte Wirtschaftswissenschaftler war von 1996 bis 1999 und von 2003 bis 2007 Präsident der Autonomen Gemeinschaft der Balearischen Inseln. Im März 2012 wurde er wegen Amtsmissbrauchs und Korruption zu einer Haftstrafe von sechs Jahren verurteilt.

## Leben

### Politische Laufbahn
Jaume Matas studierte bis 1978 Wirtschaftswissenschaften und Betriebswirtschaft an der Universität Valencia. Seine politische Karriere begann er 1989 als Generaldirektor des Haushalts im Ministerium für Wirtschaft und Finanzen der Balearen. Im Jahr 1993 wurde er Wirtschafts- und Finanzminister der Autonomen Gemeinschaft, bevor er im Juni 1996 das Amt des Präsidenten der balearischen Landesregierung von Cristòfol Soler i Cladera, wie Matas Mitglied der Partido Popular (PP), übernahm. Obwohl mit 43 Prozent stärkste Partei bei den Wahlen zum Regionalparlament der Balearen 1999, musste die PP die Regierungsgeschäfte einer Parteienkoalition unter Francesc Antich i Oliver von der PSIB-PSOE überlassen. Ab Juli 1999 Oppositionsführer, wurde Matas im Oktober 1999 zum Präsidenten der Partido Popular auf den Balearen gewählt.
Im April 2000 berief der spanische Ministerpräsident José María Aznar Jaume Matas als Umweltminister in die Zentralregierung nach Madrid, wo er die Nachfolge von Isabel Tocino Biscarolasaga antrat. Als im November 2002 der Öltanker Prestige vor der Küste Galiciens sank und eine Umweltkatastrophe an der Nordwestküste Spaniens verursachte, wurde dem Umweltministerium seitens der Öffentlichkeit eine verspätete Reaktion vorgeworfen. Im März 2003 gab Matas sein Ministeramt in der spanischen Regierung auf. Ab Juni 2003 war Jaume Matas erneut Präsident der Autonomen Gemeinschaft der Balearen, musste jedoch nach den für die PP verlorenen Wahlen vom 27. Mai 2007 wiederum Francesc Antich die Präsidentschaft übergeben, dem es gelang, eine Koalitionsregierung mehrerer Parteien zu bilden. Im September 2007 nahm Matas eine Stellung in der Barceló-Gruppe (Grupo Barceló) an, die er im Januar 2009 wieder verließ.
Während seiner Amtszeit als Balearenpräsident schaffte Matas die Öko- und die Erbschaftssteuer ab. Er förderte den Autobahnbau auf Mallorca und Ibiza und stieß damit wegen der damit verbundenen Umweltzerstörung auf erheblichen Widerstand. 2007 erhielt er zwar erneut bei den Wahlen die meisten Stimmen, aber es gelang ihm nicht, eine notwendige Koalitionsregierung zu bilden und erneut Präsident der Balearen zu werden.

### Korruptionsaffäre
Im August 2008 wurde gegen Jaume Matas ein Strafverfahren wegen Verschwendung öffentlicher Mittel, Bestechung und Amtsmissbrauchs eröffnet. Am 30. März 2010 erging ein Haftbefehl gegen ihn; die Untersuchungshaft wurde gegen Zahlung einer Kaution von drei Millionen Euro ausgesetzt, die höchste Kautionssumme, die je in Spanien verhängt wurde. Die Partei PP schloss Matas daraufhin aus. Ihm werden rund ein Dutzend Delikte vorgeworfen, die laut Zeitungsangaben bei Verurteilungen theoretisch zu einer Haftstrafe von bis zu insgesamt 64 Jahren führen könnten. In die unsauberen Machenschaften von Matas soll Iñaki Urdangarin, Herzog von Palma und Schwiegersohn des spanischen Königs Juan Carlos I., verwickelt sein; auch er stand unter Anklage. Urdangarin wurde im Juni 2018 vom Obersten Spanischen Gericht (Tribunal Supremo) wegen Veruntreuung von sechs Millionen Euro Steuergeldern, Betrug, Urkundenfälschung und Geldwäsche zu einer Haftstrafe von fünf Jahren und zehn Monaten verurteile.
Im Zentrum aller Verfahren stand der Bau der Palma Arena, einer multifunktionalen Sporthalle mit Radrennbahn in Palma de Mallorca. Es bestand der Verdacht gegen Matas und andere Politiker, dass sie zur Abrechnung gefälschte erhöhte Rechnungen vorgelegt und die Differenz zu den wahren Kosten in die eigene Tasche gewirtschaftet hätten. Tatsächlich wuchsen die vermeintlichen Baukosten um mehr als das Doppelte von ursprünglich veranschlagten rund 48 auf letztlich rund 120 Millionen Euro. Die Mallorca Zeitung bezeichnete die Arena als „das größte Millionengrab auf Mallorca“.
Im März 2012 wurde Jaume Matas in erster Instanz zu sechs Jahren Gefängnis verurteilt; dieser Prozess gegen insgesamt sechs Angeklagte, der von einem ungewöhnlich großen Interesse der Öffentlichkeit begleitet war, galt jedoch nur als Auftakt für rund zehn weitere Verfahren gegen Matas und behandelte nur einen Teilaspekt. Der Politiker wurde für schuldig befunden, in seiner zweiten Amtszeit als Balearen-Präsident mittels einer manipulierten Ausschreibung den Journalisten Antonio Alemany als Redenschreiber engagiert und ihm Geld für nicht geleistete Arbeiten gezahlt zu haben. Im Gegenzug verbreitete Alemany in seiner Online-Zeitung und seiner Nachrichtenagentur Lobeshymnen auf die Matas-Regierung. Die Zahlungen wurden über den Umweg einer PR-Agentur geleistet, um die Identität des Journalisten zu verschleiern. Der entstandene Schaden wird auf insgesamt 483.000 Euro beziffert. Da der Anwalt von Matas ankündigte, Rechtsmittel einzulegen, blieb sein Mandant zunächst auf freiem Fuß.
Im Juli 2013 senkte der Oberste Gerichtshof Spanien das Strafmaß für Matas von sechs Jahren auf neun Monate herab. Im Oktober 2013 wurde die gegen ihn verhängte Kaution in Höhe von 500.000 Euro aufgehoben. Sein Reisepass blieb jedoch eingezogen, da gegen ihn weitere 26 Ermittlungsverfahren liefen. Die gegen seine politische Weggefährtin, die ehemalige Inselpräsidentin Maria Antònia Munar (genannt Prinzessin von Mallorca), verhängte fünfeinhalbjährige Haftstrafe wurde indes vom Gerichtshof bestätigt.
Am 11. Juli 2014 wurde vom Obersten Gerichtshof das Gnadengesuch von Jaume Matas abgelehnt. Somit musste der Ex-President der Balearenregierung als erster hoher Politiker der PP für sechs Monate in das Gefängnis. Am 6. Februar 2017 beantragte der Staatsanwalt der spanischen Antikorruptionsbehörde fünf Jahre Haft und neun Jahre Berufsverbot für Jaume Matas dafür, dass er in den Wahljahren 2003 und 2007 Wahlkampfkosten der PP mit Schwarzgeld unterstützte und die Firmen, die die Wahlkampagnen ausführten, mit Verträgen bedachte.
Im Januar 2018 ließ der Inselrat eine Tafel, die an die Einweihung des Sóller-Tunnels durch Matas im Jahr 1997 erinnerte, entfernen.
Im Juli 2019 wurde Jaume Matas, der inzwischen in Haft saß, zu einer weiteren Freiheitsstrafe von zehn Monaten wegen der Manipulation bei der Ausschreibung für das Krankenhaus Son Espases in Palma verurteilt. Der Bau dieses Krankenhauses war der teuerste jemals auf Mallorca vergebene Bauauftrag. Der Verdacht, Matas habe dafür Schmiergelder in Höhe von 30 Millionen Euro erhalten, konnte nicht erhärtet werden. Ab 2020 bekam er Freigang und arbeitete in der Apotheke seiner Tochter.